# 寇洪烈
寇洪烈（1931年11月—），一作寇鸿烈，男，原籍山东阳谷，生于天津，中国电影美术师，八一电影制片厂故事片室美术设计师，曾任中国电影家协会理事。